# 리버스 에지 오카와바타 탐정사
《리버스 에지 오카와바타 탐정사》(일본어: リバースエッジ 大川端探偵社 リバースエッジ おおかわばたたんていしゃ[*])는 히지카타 유호 원작·타나카 아키오 작화의 만화이다.
《주간 만화 오락》 (니혼 분게이샤)에서 2007년 12월부터 부정기 연재 중.

## 줄거리
도쿄 아사쿠사 스미다강가의 잡거 빌딩에 있는 탐정사 〈오카와바타 탐정사〉. 조사원인 무라키, 그 경력은 수수께끼에 둘러싸인 소장, 미인 접수계 메구미의 3명이, 조사를 통해 그들 나름의 해결 방법을 찾아가는 것이었다.

## 등장인물
무라키
오카와바타 탐정사의 조사원.
소장
오카와바타 탐정사의 소장.
메구미
오카와바타 탐정사의 아르바이트 접수계.

## 단행본
- 히지카타 유호·타나카 아키오 《리버스 에지 오카와바타 탐정사》 니혼 분게이샤, 기간 5권
  1. 2009년 10월 19일 발매, ISBN 978-4-537-12505-4
  2. 2010년 11월 27일 발매, ISBN 978-4-537-12672-3
  3. 2011년 5월 28일 발매, ISBN 978-4-537-12745-4
  4. 2012년 9월 28일 발매, ISBN 978-4-537-12937-3
  5. 2014년 7월 발매, ISBN 978-4-537-13184-0

## 텔레비전 드라마
2014년 4월 18일부터 7월 11일까지 매주 금요일 24:12 ~ 24:52에, TV 도쿄 계열의 〈드라마 24〉에서 방송되었다. 주연은 오다기리 죠.

### 캐스트
- 무라키 타케시 (조사원) - 오다기리 죠
- 오카와바타 잇페이 (소장) - 이시바시 렌지
- 메구미 (접수) - 코이즈미 마야

### 스태프
- 각본 - 오오네 히토시, 쿠로즈미 히카리, 진토쿠 코지
- 음악 - 모리 마사키
- 연출 - 오오네 히토시, 진토쿠 코지
- 오프닝 테마 - EGO-WRAPPIN' 〈Neon Sign Stomp〉 (TOY'S FACTORY)
- 엔딩 테마 - EGO-WRAPPIN' 〈서니사이드 멜로디〉 (TOY'S FACTORY)
- 촬영 협력 - 타이토 구 필름 커미션
- 취재 협력 - 가루 탐정 학교
- 기술 협력 - 업 사이드
- 조명 협력 - APEXII
- 프로듀스 - 아사노 후토시, 스기하라 나미
- 제작 - TV 도쿄, 오피스 크레셴도
- 제작 저작 - 〈리버스 에지 오카와바타 탐정사〉 제작 위원회

### 방송 일자
| 각 화                                                     | 방송일          | 부제                 | 각본                                      | 연출          |
| --------------------------------------------------------- | --------------- | -------------------- | ----------------------------------------- | ------------- |
| FILE.01                                                   | 2014년 4월 19일 | 최후의 만찬          | 오오네 히토시                             | 오오네 히토시 |
| FILE.02                                                   | 4월 26일        | 섹스 판타지          | 오오네 히토시                             | 오오네 히토시 |
| FILE.03                                                   | 5월 3일         | 어느 결혼            | 쿠로즈미 히카리 오오네 히토시             | 오오네 히토시 |
| FILE.04                                                   | 5월 10일        | 아이돌·모모노키 마린 | 쿠로즈미 히카리 오오네 히토시             | 오오네 히토시 |
| FILE.05                                                   | 5월 17일        | 무서운 얼굴 그랑프리 | 오오네 히토시                             | 오오네 히토시 |
| FILE.06                                                   | 5월 24일        | 힘내라 도시락        | 쿠로즈미 히카리 오오네 히토시 진토쿠 코지 | 진토쿠 코지   |
| FILE.07                                                   | 5월 31일        | 여름의 설녀          | 쿠로즈미 히카리 오오네 히토시             | 오오네 히토시 |
| FILE.08                                                   | 6월 7일         | 여반장               | 쿠로즈미 히카리 오오네 히토시             | 오오네 히토시 |
| FILE.09                                                   | 6월 14일        | 목숨 받습니다        | 쿠로즈미 히카리 오오네 히토시             | 오오네 히토시 |
| FILE.10                                                   | 6월 21일        | 모라이뉴             | 쿠로즈미 히카리 오오네 히토시 진토쿠 코지 | 진토쿠 코지   |
| FILE.10.5                                                 | 6월 21일        | 결투 대타            | 쿠로즈미 히카리 오오네 히토시 진토쿠 코지 | 진토쿠 코지   |
| FILE.11                                                   | 6월 28일        | 톱 러너              | 오오네 히토시                             | 오오네 히토시 |
| FILE.12                                                   | 7월 12일        | 의뢰인은 소장        | 오오네 히토시                             | 오오네 히토시 |
| 평균 시청률 2.3%(시청률은 칸토 지구·비디오 리서치사 조사) |                 |                      |                                           |               |

- 제3화는 《JA 전농 세계 탁구 2014 도쿄》 일본×포르투갈 방송 중계 때문에 45분 지연.
- 7월 5일은 《2014 FIFA 월드컵 준준결승》 방송 때문에 휴지.

| TV 도쿄 드라마 24                         | TV 도쿄 드라마 24                                     | TV 도쿄 드라마 24                     |
| 이전 작품                                 | 작품명                                                | 다음 작품                             |
| ----------------------------------------- | ----------------------------------------------------- | ------------------------------------- |
| 수수께끼의 전학생 (2014.1.10 ~ 2014.3.28) | 리버스 에지 오카와바타 탐정사 (2014.4.18 ~ 2014.7.11) | 아오이 호노오 (2014.7.18 ~ 2014.9.26) |